# Christian Heinrich Behm
Christian Heinrich Behm, auch Behme (* 3. Dezember 1662 in Bodenwerder; † 16. Januar 1740 in Holzminden) war Abt im Kloster Amelungsborn.

## Leben
Behm war der vierte Sohn des Notars, Advokaten und Stadtsekretärs Johann Christian Behm in Bodenwerder und seiner Ehefrau Anna Margreta Gerling aus Hameln. 1682 begann er ein Studium an der Universität Helmstedt, das er 1685 an der Universität Rinteln fortsetzte. Im Jahr 1689 wurde er für zwei Jahre als Pagenerzieher und anschließend als Hofmeister und Erzieher der Prinzen der Wolfenbütteler Herzöge eingesetzt. Seit 1690 arbeitete er für Ferdinand Albrecht.
An der Wolfenbütteler Johanniskirche trat er 1693 eine Stelle als Pastor an. Hier gehörten die Inspektion des Auguststädtischen Armenwesens und die Erziehung der Pfarrkinder zu seinen Aufgaben. Er verfasste 1698 eine „erbauliche Katechismuslehre für Hausväter“, die der Verbesserung der christlichen Erziehung dienen sollte. Behm heiratete 1695 Johanna Dorothea Behrens (1676–1708), die Tochter eines Arztes aus Wolfenbüttel. Insgesamt war er dreimal verheiratet und hatte 11 Kinder. In Gandersheim wurde er 1702 Hauptpastor und Generalsuperintendent der Primariatspfarre St. Anastasius und Innocentius sowie für den Weserdistrikt im Fürstentum Wolfenbüttel. Er war an den Vorbereitungen der Konvention der Prinzessin Elisabeth Christine anlässlich ihrer Vermählung mit Karl VI. beteiligt und wurde um eine Stellungnahme bezüglich der Konsequenzen dieses Übertritts gebeten. Da er einer der wenigen war, die keinerlei Bedenken geäußert hatten, begleitete er 1706 im Schloss Salzdahlum die jesuitische Bekehrung Elisabeth Christines.
Nachdem der Generalsuperintendent von Holzminden und Abt des Klosters Amelungsborn Johann Georg Werner verstorben war, bestellte der Herzog Behm im Jahre 1711 zu dessen Nachfolger. Im selben Jahr hatte er eine Leichenpredigt für die Herzogin Sophie Eleonore verfasst, die am 14. Januar 1711 verstorben war. 1717 ließ er die Wand der Klosterkirche erneuern. Behm durfte sich ab 1732 auch Konsistorialrat nennen.

## Schriften (Auswahl)
- Zu der hoch-nöhtigen täglichen Prüfung/ Und des thätigen Christenthums Ausübung/ Schrifftmässiges Formular: Woraus nach Anleitung des Catechismi, Haus-Väter sich und die Ihrigen täglich erbauen … mögen. Zeising, Helmstedt / Wolfenbüttel 1698, OCLC 836618846.
- Die recht fürstlichen Gedancken einer Fürstinnen nach dem Sinn des H. Pauli über dero Ableben … mit welchem die Princessin Sophie Eleonore, geb. Herzogin zu Braunschweig, des fr. weltl. Stiffts Gandersheim Canonissin … sich vorbereiteten. Bartsch, Wolfenbüttel 1711, OCLC 257650855.